# Juan Alberto Montes
Juan Alberto Montes (12 de diciembre de 1902, Buenos Aires,  Argentina - 30 de junio de 1986, Rosario, Argentina), cuyo nombre completo era Juan Alberto Donato Montes Bradley, fue un agrimensor, urbanista e historiador argentino.

## Biografía
Cursó estudios en la Universidad de Buenos Aires. Fue miembro de la Sociedad de Historia de Rosario y del Rotary Club y autor de numerosos artículos y ensayos. Como secretario técnico de la comisión de estudios para la reestructuración y racionalización de accesos ferroviarios y viales a Rosario colaboró con el Plan Rosario, publicado por el Centro de Estudios Nacionales, Rosario, 1964, trabajo fundacional de la Ley Nacional 16.052, que estableció el levantamiento de ramales ociosos y pasos a nivel, la traza de la Avenida de Circunvalación, la Troncal Ferroviaria, la Autopista Ribereña y la Ciudad Universitaria. 
En 1966 fue designado Asesor Técnico de la Corporación del Río Dulce en la Provincia de Santiago del Estero, supervisando los diversos aspectos técnicos del complejo hidroeléctrico, las obras de regadío y el plan de agua potable que alcanzaría a la región Norte de Argentina. En 1973 fue nombrado por el entonces Presidente de Argentina, Héctor J. Cámpora, Rector de la Universidad Tecnológica Nacional de Rosario (UTN) primero y de Buenos Aires más tarde, cargo en el que permaneció, durante la presidencia del general Juan Domingo Perón e Isabel Perón.
Su hijo Roald, integrante de la guerrilla urbana FAR, fue muerto en enfrentamiento contra el Ejército Argentino durante la llamada Batalla de La Plata, el 22 de noviembre de 1976, poco después del golpe militar encabezado por el entonces general Jorge Rafael Videla.
Debido a esto Juan Alberto Montes se impuso un exilio en Rosario, donde se dedicó a la investigación de los orígenes de la ciudad, publicadas bajo el título: Santiago Montenegro, fundador de la ciudad de Rosario (Ediciones ENI, Instituto de Estudios Nacionales, Rosario, 1977. Murió en la ciudad de Rosario el 30 de junio de 1986. La biblioteca de la Facultad de Urbanismo de la Universidad de Rosario lleva su nombre.